# 佐伊·洛夫格伦
苏珊·艾伦·佐伊·洛夫格伦（ 英語：Susan Ellen "Zoe" Lofgren；/ˈzoʊ ˈlɒfɡrɪn/ ;   1947年12月21日—）是一名美国政治家，為民主党籍的資深加利福尼亚州聯邦众议员，現任美国国会图书馆联合委员会副主席。